# Баич, Ана
А́на Ба́ич (серб. Ана Бајић / Ana Bajić; 19 марта 1995, Бешка) — сербская тхэквондистка тяжёлой весовой категории, выступает за сборную Сербии начиная с 2011 года. Бронзовая призёрка чемпионата мира, бронзовая призёрка чемпионата Европы, обладательница бронзовой медали летней Универсиады в Кванджу, победительница многих турниров национального и международного значения.

## Биография
Ана Баич родилась 19 марта 1995 года в селе Бешка автономного края Воеводина, Югославия. Активно заниматься тхэквондо начала с раннего детства, проходила подготовку в клубе единоборств в городе Инджия.
Впервые заявила о себе в сезоне 2009 года, одержав победу на чемпионате Европы среди кадетов в Хорватии. Два года спустя вошла в основной состав сербской национальной сборной и дебютировала на взрослом международном уровне. Благодаря череде удачных выступлений в 2013 году удостоилась права защищать честь страны на чемпионате мира в Пуэбле — в тяжёлой весовой категории дошла до стадии полуфиналов и завоевала бронзовую медаль.
В 2014 году Баич побывала на чемпионате Европы в Баку, откуда привезла ещё одну награду бронзового достоинства, выигранную в тяжёлом весе. Будучи студенткой, отправилась представлять страну на летней Универсиаде 2015 года в Кванджу, где стала бронзовой призёркой в зачёте полусредней весовой категории. Также в этом сезоне выступала на первых Европейских играх в Баку, но попасть здесь в число призёров не смогла, на стадии 1/8 финала со счётом 3:5 уступила турчанке Нур Татар.